# كاج اجي غونار ستراند
كاج اجي غونار ستراند (بالإنجليزية: Kaj Aage Gunnar Strand )‏ (و. 1907 – 2000 م) هو عالم فلك من الولايات المتحدة الأمريكية .
توفي في واشنطن العاصمة، عن عمر يناهز 93 عاماً.

## التعليم
تعلم في جامعة كوبنهاغن

## جوائز
حصل على جوائز منها:
- زمالة غوغنهايم.